# Aleksandar Šapić
Aleksandar Šapić, cyr. Александар Шапић (ur. 1 czerwca 1978 w Belgradzie) – serbski piłkarz wodny, multimedalista igrzysk olimpijskich, mistrzostw Europy i świata, a także polityk, w latach 2022–2023 i od 2024 burmistrz Belgradu.

## Życiorys

### Kariera sportowa
Piłkę wodną uprawiał od 1984 do czasu zakończenia kariery sportowej w 2009. Grał w utytułowanych klubach w Serbii, następnie w latach 2001–2006 we Włoszech, zaś w ostatnich latach kariery sportowej w Rosji. Dziewięciokrotnie zdobywał mistrzostwo kraju – sześciokrotnie w Federalnej Republice Jugosławii, dwukrotnie w Rosji i jednokrotnie we Włoszech. W drużynie narodowej, w której debiutował w 1995, zdobył 981 bramek. Reprezentował kolejno Federalną Republikę Jugosławii, Serbię i Czarnogórę oraz Serbię.
Czterokrotnie wystąpił na letnich igrzyskach olimpijskich. W Atlancie w 1996 jego drużyna zajęła ósme miejsce. Na trzech kolejnych turniejach olimpijskich zdobywał natomiast medale – srebrny w Atenach w 2004 oraz brązowe w Sydney w 2000 i Pekinie w 2008.
Wywalczył czterokrotnie medale mistrzostw świata – złoty w 2005, srebrny w 2001 oraz brązowe w 1998 i 2003. Na mistrzostwach Europy trzykrotnie (2001, 2003, 2006) zajmował pierwsze miejsce, a dwukrotnie (1997, 2008) zdobywał srebrne. Zajął pierwsze (2006) i trzecie (2002) miejsce w zawodach z cyklu Pucharu Świata. Czterokrotnie (2005, 2006, 2007, 2008) wygrywał Ligę Światową, w zawodach tych zajął ponadto raz (2004) drugie miejsce. Wielokrotnie na różnych turniejach zdobywał tytuł najlepszego strzelca, w tym dwukrotnie na igrzyskach olimpijskich, a także po cztery razy na mistrzostwach świata i Europy. W 2005 otrzymał wyróżnienie MVP na mistrzostwach świata.
Jako zawodnik wzbudzał też kontrowersje. Przez konflikt z trenerem nie został powołany w 1999 na mistrzostwa Europy. W 2003 za incydent na meczu mistrzostw świata (słowny atak na arbitra) zawieszono go na okres sześciu miesięcy.

### Działalność zawodowa i publiczna
W latach 2003–2004 był prezesem klubu sportowego piłki wodnej VK Crvena zvezda z Belgradu, a od 2006 do 2014 menedżerem w Rari Nantes Savona. W 2003 ukończył studia z zakresu zarządzania na Uniwersytecie Megatrend. Na tej samej uczelni uzyskiwał magisterium (2008) i doktorat (2012). Zainicjował powołanie prowadzącej działalność charytatywną fundacji „Budi human”. W latach 2009–2012 był asystentem burmistrza Belgradu Dragana Đilasa. Działał w Partii Demokratycznej, z której wystąpił w 2014. W 2012 objął stanowisko burmistrza gminy miejskiej Nowy Belgrad, utrzymując tę funkcję również w kolejnych kadencjach.
W 2018 został przewodniczącym ugrupowania pod nazwą Sojusz Patriotyczny Serbii (SPAS). W 2020 otwierał listę wyborczą swojej formacji, uzyskał wówczas mandat posła do Zgromadzenia Narodowego. Nawiązał w imieniu swojej formacji współpracę z Serbską Partią Postępową, do której wstąpił w 2021, rozwiązując swoje ugrupowanie. W tym samym roku powołany na jednego z wiceprzewodniczących SNS.
W 2022 był kandydatem skupionej wokół postępowców koalicji na urząd burmistrza Belgradu. Uzyskał mandat radnego, a w czerwcu tegoż roku został przez zgromadzenie miejskie wybrany na funkcję burmistrza. We wrześniu 2023 ustąpił z tego stanowiska celem umożliwienia rozpisania przedterminowych wyborów lokalnych. Otworzył w nich miejską listę koalicji zorganizowanej przez SNS, ponownie uzyskując w wyniku głosowania mandat radnego. Również w kolejnych wyborach z 2024 zajął pierwsze miejsce na liście bloku skupionego wokół postępowców, kolejny raz wchodząc w wyniku wyborów w skład zgromadzenia miejskiego. W czerwcu tego samego roku powrócił na urząd burmistrza serbskiej stolicy.